# Data General/One

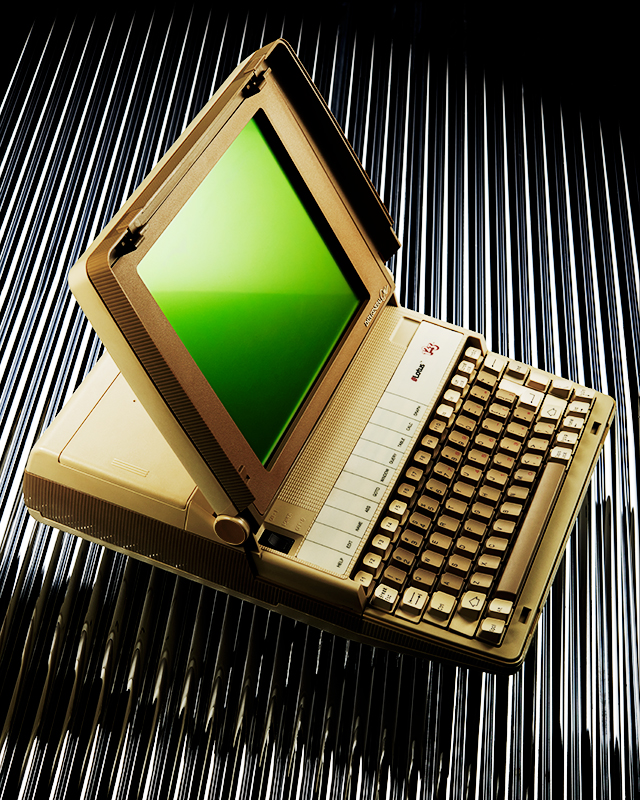
Ein Data General/One-Laptop

Der Data General/One (manchmal auch kurz DG-1) war ein Laptop der Firma Data General aus dem Jahr 1984.  Er wird vom National Museum of American History als Meilenstein in seiner Eigenschaft als früher Laptop angesehen.
Es handelte sich um einen IBM-PC-kompatiblen Computer, ausgestattet mit
- zwei 3½"-Diskettenlaufwerken
- einem nicht hintergrundbeleuchteten Schwarz-weiß-LCD-Bildschirm mit 80×25 Zeichen, bzw. CGA-Auflösung von 640×200 Pixeln
- Akku mit einer Laufzeit von bis zu 8 Stunden
- 128 kB bis 512 kB RAM
- Tastatur
- CPU: Intel 80C88
- RS232-Schnittstelle

Ausgeliefert wurde der Data General/One mit einer angepassten Version von MS-DOS 2.11, der Leistungsumfang des Rechners entsprach dem damaligen Leistungsvermögen von MS-DOS-Desktop-Rechnern. Trotz der innovativen Gestaltung war der Rechner wirtschaftlich kein Erfolg.

## Schwächen
- Der LCD-Bildschirm war nicht hintergrundbeleuchtet und erforderte daher die präzise Positionierung sowohl von Lichtquellen als auch Betrachter, um den Bildschirminhalt erkennen zu können.
- Durch den Verbau der beiden 3½"-Diskettenlaufwerke war der Rechner seiner Zeit voraus: zu dieser Zeit waren noch 5¼"-Laufwerke verbreitet, und durch die damaligen Kopierschutzmechanismen ließen sich die so vorhandenen Inhalte nicht ohne weiteres auf den Data General/One bringen.
- Der Rechner besaß keine Festplatte.
- Unglücklicherweise verbaute Data General in diesem Rechner zum Ansteuern der RS232-Schnittstelle eine CMOS-Version des Intel 8251, der register-inkompatibel zum IBM-PC-Standard NSC 8250 war. Dies brachte viele Probleme mit sich, weil ausgerechnet die für einen Laptop wichtige externe RS232-Kommunikation nicht mit Standardsoftware funktionierte. Viele Standardprogramme, beispielsweise Laplink, ließen sich daher nicht einsetzen.